# Taifa Molina
De taifa Molina was een emiraat (taifa) in de regio Castilië-La Mancha, in Centraal-Spanje. De taifa kende een onafhankelijke periode vanaf ca. 1080 tot 1129. De stad Molina de Aragón (Arabisch: Qalat al-Ayyub) was de hoofdplaats van de taifa. In juni 1120 vocht emir Azzun ibn Galbun aan de zijde van de Almoraviden onder generaal Ibrahim ibn Yussuf in de Slag bij Cutanda en verloor daarbij van koning Alfons I van Aragón en emir Imad al-Dawla Abdelmalik van de taifa Zaragoza. In 1129 veroverde Alfons I de taifa.

## Lijst van emirs
Banu Galbun
- Hya ibn Galbun: 1080-?
- Azzun ibn Galbun: ?-1129
- Aan het koninkrijk Aragón: 1129

## Galerij

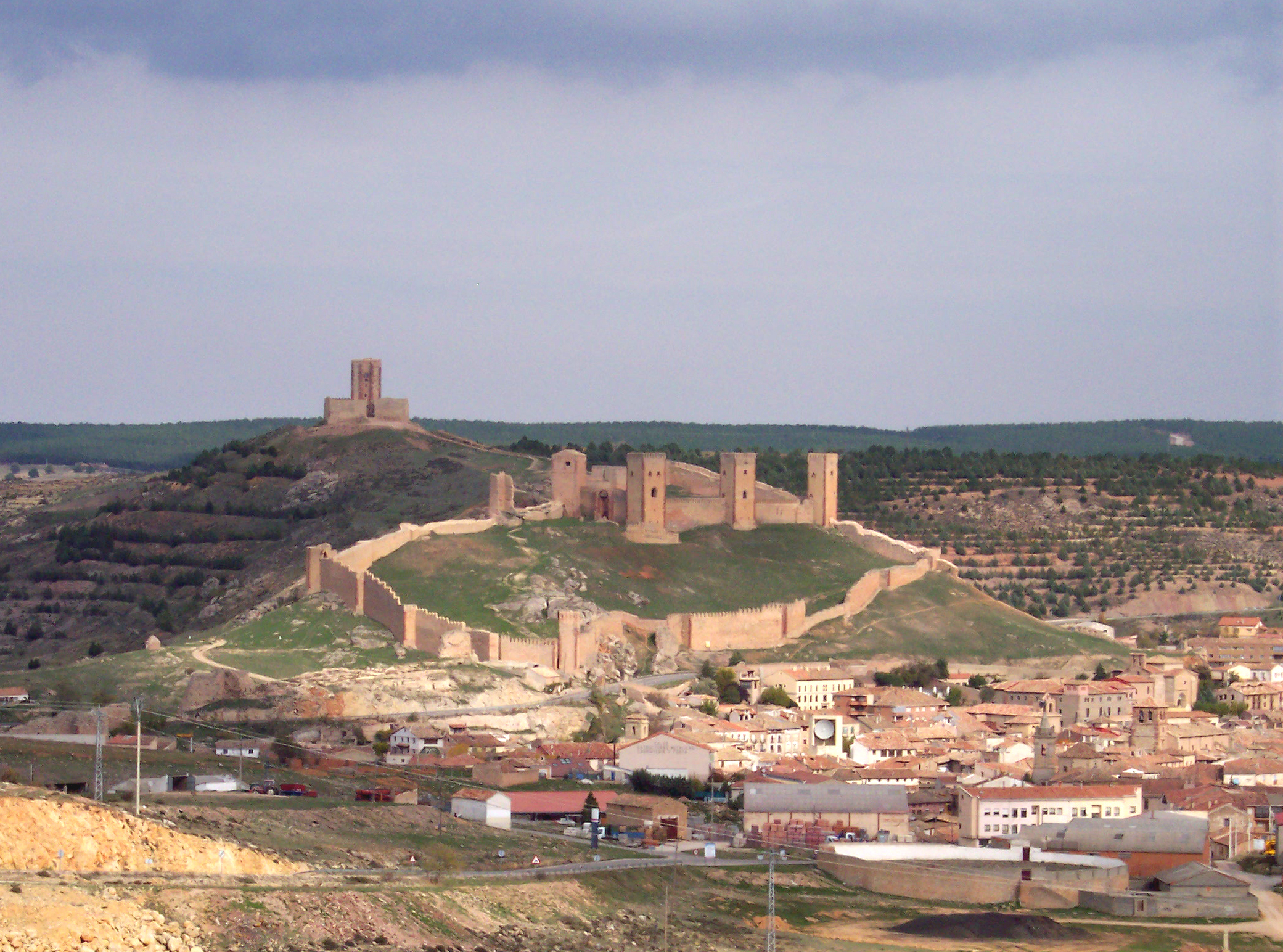
Molina de Aragón, panorama (2006)
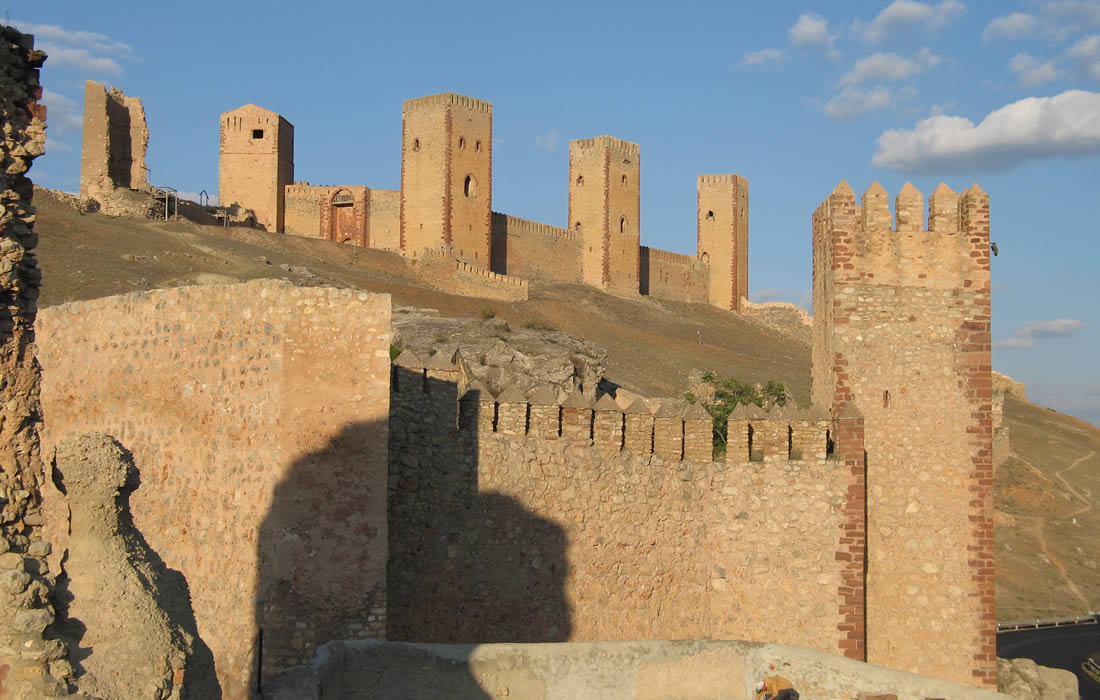
Alcázar van Molina de Aragón (2006)